# Figurice minojske kačje boginje
Dve minojski figurici kačje boginje sta bili izkopani leta 1903 v minojski palači v Knososu na grškem otoku Kreta. Več desetletij trajajoč program izkopavanj, ki ga je vodil angleški arheolog Arthur Evans, je močno razširil znanje in zavedanje o minojski civilizaciji iz bronaste dobe, vendar je bil Evans pozneje kritiziran zaradi pretiravanja in pretirano špekulativnih idej, tako v smislu njegove 'restavracije' določenih predmetov kot vključno z najbolj znanimi od teh likov, in zamisli o Minojcih je črpal iz arheologije. Številke so zdaj na ogled v Arheološkem muzeju v Heraklionu (AMH).
Figurice iz Knososa, obe precej nepopolni, segajo v skoraj konec neopalacijskega obdobja minojske civilizacije, okoli leta 1600 pr. n. št.. Evans je bil tisti, ki je večjo od svojih parov figuric poimenoval kačja boginja, manjšo pa kačja svečenica; od takrat se razpravlja o tem, ali je imel Evans prav ali pa obe figurici prikazujeta svečenice ali pa obe upodabljata isto božanstvo ali različna božanstva.
Kombinacija dovršenih oblačil, ki pustijo prsi popolnoma razgaljene in kače, je pritegnila veliko javnosti, da ne omenjamo različnih ponaredkov, zlasti manjša postava ostaja priljubljena ikona minojske umetnosti in religije, zdaj tudi na splošno imenovana 'kačja boginja'. Toda arheologi so našli le malo primerljivih podob in boginja kača igra malo vloge v trenutnem razmišljanju o nejasni temi minojske religije. Več učenjakov je tudi trdilo, da te figurice v resnici ne držijo kač v rokah ali toliko kač, kot je mislil Evans, ampak nekatere druge predmete.

## Knososke figurice
Dve figurici kačje boginje iz Knososa so Evansovi izkopalniki našli v eni od skupin s kamnom obloženih in s pokrovom zaprtih cistern, ki jih je Evans imenoval Tempel Repozitoriji, saj so vsebovali vrsto predmetov, ki verjetno niso bili več potrebni za uporabo. morda po požaru. Figurice so izdelane iz fajanse, zdrobljenega kremenčevega materiala, ki po žganju daje pravo steklasto površino s svetlimi barvami in sijočim sijajem. Ta material je simboliziral prenovo življenja v Starem Egiptu, zato so ga uporabljali v pogrebnem kultu in v svetiščih.
Večja od teh figur ima kače, ki lezejo čez njene roke in do njene 'visoke valjaste krone', na vrhu katere se dviga kačja glava. Figura je brez telesa pod pasom, ene roke in dela krone. Ima izrazite gole prsi, okrog njih pa se ovija nekaj, kar je videti kot ena ali več kač. Zaradi manjkajočih kosov ni jasno, ali gre za eno ali več kač okoli njenih rok. Njena obleka vključuje debel pas s 'svetim vozlom'.
Manjša figura, kot je restavrirana, drži v dvignjenih rokah dve kači, figura na njenem pokrivalu pa je mačka ali panter. Vendar pa ji je pri izkopavanju manjkala glava in prava leva roka pod komolcem. Glavo sta poustvarila Evans in eden od njegovih restavratorjev. Krona je bila nepopoln fragment v isti jami, mačka/panter pa je bil še en ločen kos, za katerega je Evans šele kasneje odločil, da pripada figuri, delno zato, ker se je zdelo, da se na kroni in mački ujema okovje. Zdi se, da so nedavni učenjaki nekoliko bolj pripravljeni sprejeti, da klobuk in mačka spadata skupaj, kot da eden ali oba pripadata preostalemu delu figure.
Tretja figura, vmesna po velikosti, je v pasu odlomljena, vendar je spodnji del primerljiv. V cisti je bila tudi druga roka, ki bi morda držala kačo.

## Druge minojske figure
Druga figurica, ki je zdaj v Berlinu, izdelana iz brona, ima na glavi morda tri kače ali samo kite las. Zdi se, da je prej svečenica ali častilka kot božanstvo, saj je rahlo sklonjena naprej in izvaja minojsko bogoslužno gesto dlani z eno roko, drugo pa dvigne do prsi ali, v tem primeru, grla. Ena vidna dojka ima vidno bradavico, zato naj bi bila verjetno gola. To je verjetno poznominojski I, prej kot podobe iz Knososa.
Še nekaj votivnih daril je iz terakote, ki verjetno predstavljajo boginjo in ne ljudi, vsaj v enem primeru 'pretepanje kač' in s kačami, ki se dvigajo iz diadema ali pokrivala. Ta vrsta figure ima pogosto atribute, ki se dvigajo iz pokrivala, ki ga ponazarja boginja maka (AMH).

## Ponaredki
Izjemen vpliv figur iz Knososa, ki jih je nekoč objavil Evans in v knjigi italijanskega zdravnika Angela Mossa, je hitro privedel do genialnih ponaredkov. Figura v Bostonskem muzeju lepih umetnosti s telesom iz slonovine in zlatimi kačami, ovitimi okoli rok, zdaj na splošno velja za ponaredek. Leta 1914 ga je kupil muzej.
Druga figura v Waltersovem umetniškem muzeju v Baltimoru je majhna figurica ženske z golimi prsi iz steatita s kačo, vgravirano okoli njenega pokrivala in luknjami, prebodenimi skozi njene stisnjene pesti, kar verjetno nakazuje, da so bile v rokah kače. Tudi ta zdaj velja za ponaredek. Kupil jo je Henry Walters od trgovca v Parizu leta 1929 in ga leta 1931 zapustil muzeju.
- Bostonska figura iz slonovine in zlata, verjetno ponaredek, pred letom 1914. Zlate kače se vijejo okoli rok.
- Baltimorska kamnita figura, verjetno ponaredek, pred letom 1929. Okrog pokrivala se vije kača in roke so prebodene, kot bi držale kače.

## Interpretacije
Emily Bonney meni, da te številke odražajo sirsko vero, ki je imela kratek vpliv na Kreto, ko so »elite v Knososu posnemale sirsko ikonografijo kot trditev o svojem dostopu do eksotičnega znanja in nadzora nad trgovino«.
Figurice so verjetno (po Burkertu) povezane s paleolitskimi tradicijami glede žensk in domačnosti. Figurice so razlagali tudi kot ljubico boginje živalskega tipa in kot predhodnico Atene Partenos, ki je prav tako povezana s kačami.
Kača je pogosto simbolično povezana z obnovo življenja, saj občasno odvrže kožo. Podobno verovanje je obstajalo že pri starih Mezopotamcih in Semitih, pojavlja pa se tudi v hindujski mitologiji. Pelazgijski mit o stvarjenju se nanaša na kače kot na ponovno rojene mrtve. Vendar pa je Martin P. Nilsson opazil, da je bila kača v minojski veri zaščitnica hiše, kot se kasneje pojavi tudi v grški veri. V grškem dionizičnem kultu je pomenila modrost in je bila simbol plodnosti.
Barry Powell je predlagal, da je kačja boginja, ki je v legendi reducirana v folklorno junakinjo, Ariadna (katere ime bi lahko pomenilo 'popolnoma čista' ali 'zelo sveta'), ki je pogosto prikazana obkrožena z Menadami in satiri. Hans Georg Wunderlich je kačjo boginjo povezal s feničansko Astarto (deviško hčerko). Bila je boginja plodnosti in spolnosti, njeno čaščenje pa je bilo povezano z orgiastičnim kultom. Njeni templji so bili okrašeni s kačastimi motivi. V sorodnem grškem mitu je bila Evropa, ki jo v starih virih včasih identificirajo z Astarto, feničansko princeso, ki jo je Zevs ugrabil in odnesel na Kreto. Evans je pogojno povezal kačjo boginjo z egipčansko kačjo boginjo Vadžet, vendar te povezave ni nadaljeval. V Egiptu so našli kipce, podobne tipu »kačje boginje«, opredeljene kot »Vadžetin duhovnik« in »čarovnik«.
Čeprav je prava funkcija kipca nekoliko nejasna, njene izpostavljene in povečane prsi kažejo, da je verjetno nekakšna plodna figura. Figurice morda ponazarjajo način oblačenja minojskih žensk, možno pa je tudi, da so razgaljene prsi predstavljale znak žalovanja. Homer daje literarni opis tovrstnega žalovanja, to pa je med Egipčankami opazil tudi Herodot.
Minojsko ime kačje boginje je morda povezano z A-sa-sa-ra, možno razlago napisov v besedilih v Linearni A. Čeprav linearna A še ni dešifrirana, Palmer pogojno povezuje napis a-sa-sa-ra-me, za katerega se zdi, da je spremljal boginje, s hetitskim išhaššara, kar pomeni 'gospodarica'.:256, 263
Emily Bonney trdi, da boginja sploh ne drži kač in je zato ni mogoče videti kot 'kačjo boginjo'. Namesto tega »stoji z dvignjenimi rokami in drži oba konca nečesa, kar je videti kot dolga vrvica, ki ji visi skoraj do stopal«. To se dobro ujema s sirsko ikonografsko tradicijo podobnih podob kot na sliki 10 njenega članka. Navaja Nanno Marinatos in trdi, da naj bi te slike predstavljale boginjo, ki odpira svoje krilo, da bi pokazala svojo spolnost.
Po mnenju Bonneyja,
»V vsakem primeru HM 65 [Evansov slavni rekonstruirani kipec] ne drži kače, temveč spiralno črtast predmet, ki ni mogel biti kača, kot je vedel Evans. ... [On] je vedel, da kače nikoli nimajo 'prog poprove mete'. Dejansko se zdi, da teksturirana površina zgornjega prvotnega dela 'kače' odraža rokodelčev namen upodabljati zvit predmet, kot je vrv ali vrvica.«

## Sakralni vozel
Obe boginji imata med prsima vozel s štrlečo vrvico v obliki zanke. Evans je opazil, da so ti podobni svetemu vozlu, ime za vozel z zanko iz blaga zgoraj in včasih z resicami, ki visijo spodaj. Številni takšni simboli iz slonovine, fajanse, naslikani na freskah ali vgravirani v pečate, včasih kombinirani s simbolom dvorezne sekire ali labrisa, je bil najpomembnejši minojski verski simbol. Takšne simbole so našli v minojskih in mikenskih najdiščih. Menijo, da je bil sveti vozel simbol svetosti na človeških figurah ali kultnih predmetih. Njegovo kombinacijo z dvojno sekiro lahko primerjamo z egipčanskim ankom (večno življenje) ali s tjetom (blagostanje/življenje) simbol Izide (Izidin vozel).

## Umetnost
Feministična umetnina iz leta 1979 The Dinner Party Judy Chicago prikazuje pogrinjek za 'kačjo boginjo'.

## Galerija
- Bronasta minojska figura v Berlinu, LM I, verjetno častilec, s kačami ali kitami las.
- Lonec s kačo, verjetno stojalo za ritone, Knosos, 1700-1600 pr. n. št., AMH
- Zlat prstan in napihljivka. Štiri ženske s podobnimi oblekami. Valovita črta okoli ženske na skrajni desni se imenuje kača.
- V veliki meri rekonstruirana reliefna freska (?) boginje iz Psire; ena redkih postav s primerljivimi stezmoki.